# Населення Вануату
Населення Вануату. Чисельність населення країни 2015 року становила 272,3 тис. осіб (183-тє місце у світі). Чисельність остров'ян стабільно збільшується, народжуваність 2015 року становила 25,04 ‰ (51-ше місце у світі), смертність — 4,09 ‰ (207-ме місце у світі), природний приріст — 1,95 % (52-ге місце у світі) . 

## Природний рух

### Відтворення
Народжуваність у Вануату, станом на 2015 рік, дорівнює 25,04 ‰ (51-ше місце у світі). Коефіцієнт потенційної народжуваності 2015 року становив 3,25 дитини на одну жінку (49-те місце у світі). Рівень застосування контрацепції 38,4 % (станом на 2007 рік).
Смертність у Вануату 2015 року становила 4,09 ‰ (207-ме місце у світі).
Природний приріст населення в країні 2015 року становив 1,95 % (52-ге місце у світі).

### Вікова структура

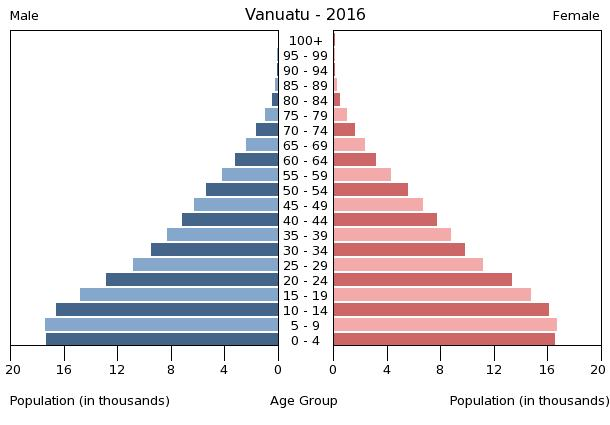
Віково-статева піраміда населення Вануату, 2016 рік

Середній вік населення Вануату становить 21,7 року (182-ге місце у світі): для чоловіків — 21,3, для жінок — 22,1 року. Очікувана середня тривалість життя 2015 року становила 73,06 року (133-тє місце у світі), для чоловіків — 71,47 року, для жінок — 74,72 року.
Вікова структура населення Вануату, станом на 2015 рік, виглядає таким чином:
- діти віком до 14 років — 36,71 % (51 014 чоловіків, 48 940 жінок);
- молодь віком 15—24 роки — 19,94 % (26 970 чоловіків, 27 314 жінок);
- дорослі віком 25—54 роки — 34,45 % (45 935 чоловіків, 47 864 жінки);
- особи передпохилого віку (55—64 роки) — 5,13 % (7034 чоловіки, 6931 жінка);
- особи похилого віку (65 років і старіші) — 3,77 % (5 236 чоловіків, 5 025 жінок)[1].

### Шлюбність— розлучуваність
Середній вік, коли чоловіки беруть перший шлюб, дорівнює 24,4 року, жінки — 20,8 року, загалом — 22,6 року (дані за 2014 рік).

## Розселення
Густота населення країни 2015 року становила 21,7 особи/км² (194-те місце у світі).

### Урбанізація
Вануату середньоурбанізована країна. Рівень урбанізованості становить 26,1 % населення країни (станом на 2015 рік), темпи зростання частки міського населення — 3,42 % (оцінка тренду за 2010—2015 роки).
Головні міста держави: Порт-Віла (столиця) — 53,0 тис. осіб (дані за 2014 рік).

### Міграції
Річний рівень еміграції 2015 року становив 1,47 ‰ (155-те місце у світі). Цей показник не враховує різниці між законними і незаконними мігрантами, між біженцями, трудовими мігрантами та іншими.
Вануату є членом Міжнародної організації з міграції (IOM).

## Расово-етнічний склад
| Етнічний склад (2009 рік) | Етнічний склад (2009 рік) | Етнічний склад (2009 рік) | Етнічний склад (2009 рік) | Етнічний склад (2009 рік) |
| ------------------------- | ------------------------- | ------------------------- | ------------------------- | ------------------------- |
| Етнос:                    |                           |                           | Відсоток:                 |                           |
| ні-вануату                | ні-вануату                |                           | 97.6%                     | 97.6%                     |
| мішаного походження       | мішаного походження       |                           | 1.1%                      | 1.1%                      |
| інші                      | інші                      |                           | 1.3%                      | 1.3%                      |

Головні етноси країни: ні-вануату — 97,6 %, мішаного походження — 1,1 %, інші — 1,3 % населення (оціночні дані за 2009 рік).

## Мови
| Мови Вануату (2009 рік) | Мови Вануату (2009 рік) | Мови Вануату (2009 рік) | Мови Вануату (2009 рік) | Мови Вануату (2009 рік) |
| ----------------------- | ----------------------- | ----------------------- | ----------------------- | ----------------------- |
| Мова:                   |                         |                         | Відсоток:               |                         |
| біслама                 | біслама                 |                         | 33.7%                   | 33.7%                   |
| англійська              | англійська              |                         | 2%                      | 2%                      |
| французька              | французька              |                         | 0.6%                    | 0.6%                    |
| інші                    | інші                    |                         | 63.2%                   | 63.2%                   |

Офіційні мови: біслама — розмовляє 33,7 % населення країни, англійська — 2 %, французька — 0,6 %. Іншими, більш ніж 100 різними, місцевими мовами розмовляє 63,2 % населення держави (оцінка 2009 року).

## Релігії
| Релігії у Вануату (2009 рік) | Релігії у Вануату (2009 рік) | Релігії у Вануату (2009 рік) | Релігії у Вануату (2009 рік) | Релігії у Вануату (2009 рік) |
| ---------------------------- | ---------------------------- | ---------------------------- | ---------------------------- | ---------------------------- |
| Віросповідання:              |                              |                              | Відсоток:                    |                              |
| протестанти                  | протестанти                  |                              | 70%                          | 70%                          |
| католики                     | католики                     |                              | 12.4%                        | 12.4%                        |
| карго-культ                  | карго-культ                  |                              | 3.7%                         | 3.7%                         |
| інші                         | інші                         |                              | 12.6%                        | 12.6%                        |
| атеїсти                      | атеїсти                      |                              | 1.1%                         | 1.1%                         |
| агностики                    | агностики                    |                              | 0.2%                         | 0.2%                         |

Головні релігії й вірування, які сповідує, і конфесії та церковні організації, до яких відносить себе населення країни: протестантизм — 70 % (пресвітеріанство — 27,9 %, англіканство — 15,1 %, адвентизм — 12,5 %, Асамблеї Бога — 4,7 %, Церква Христа — 4,5 %, методизм (Міністерство Ніла Томаса) — 3,1 %, апостольські церкви — 2,2 %), римо-католицтво — 12,4 %, карго-культи, включно з культом Джона Фрума — 3,7 %, інші — 12,6 %, не сповідують жодної — 1,1 %, не визначились — 0,2 % (станом на 2009 рік).

## Освіта
Рівень письменності 2015 року становив 85,2 % дорослого населення (віком від 15 років): 86,6 % — серед чоловіків, 83,8 % — серед жінок.
Державні витрати на освіту становлять 4,9 % ВВП країни, станом на 2014 рік (79-те місце у світі).

## Охорона здоров'я
Забезпеченість лікарями в країні на рівні 0,12 лікаря на 1000 мешканців (станом на 2008 рік). Забезпеченість лікарняними ліжками в стаціонарах — 1,8 ліжка на 1000 мешканців (станом на 2008 рік). Загальні витрати на охорону здоров'я 2014 року становили 5 % ВВП країни (171-ше місце у світі).
Смертність немовлят до 1 року, станом на 2015 рік, становила 15,7 ‰ (101-ше місце у світі); хлопчиків — 16,77 ‰, дівчаток — 14,58 ‰. Рівень материнської смертності 2015 року становив 78 випадків на 100 тис. народжень (68-ме місце у світі).
Вануату входить до складу ряду міжнародних організацій: Міжнародного руху (ICRM) і Міжнародної федерації товариств Червоного Хреста і Червоного Півмісяця (IFRCS), Дитячого фонду ООН (UNISEF), Всесвітньої організації охорони здоров'я (WHO).

### Захворювання
Кількість хворих на СНІД невідома, дані про відсоток інфікованого населення в репродуктивному віці 15—49 років відсутні. Дані про кількість смертей від цієї хвороби за 2014 рік відсутні.
Частка дорослого населення з високим індексом маси тіла 2014 року становила 32,9 % (39-те місце у світі); частка дітей віком до 5 років зі зниженою масою тіла становила 10,7 % (оцінка на 2013 рік). Ця статистика показує як власне стан харчування, так і наявну/гіпотетичну поширеність різних захворювань.

### Санітарія
Доступ до облаштованих джерел питної води 2015 року мало 98,9 % населення в містах і 92,9 % в сільській місцевості; загалом 94,5 % населення країни. Відсоток забезпеченості населення доступом до облаштованого водовідведення (каналізація, септик): в містах — 65,1 %, в сільській місцевості — 55,4 %, загалом по країні — 57,9 % (станом на 2015 рік).

## Соціально-економічне становище
Співвідношення осіб, що в економічному плані залежать від інших, до осіб працездатного віку (15—64 роки) загалом становить 68,7 % (станом на 2015 рік): частка дітей — 61,6 %; частка осіб похилого віку — 7,1 %, або 14,1 потенційно працездатного на 1 пенсіонера. Загалом ці показники характеризують рівень потреби державної допомоги в секторах освіти, охорони здоров'я та пенсійного забезпечення, відповідно. Дані про відсоток населення країни, що перебуває за межею бідності, відсутні. Дані про розподіл доходів домогосподарств у країні відсутні.
Станом на 2012 рік, у країні 202,6 тис. осіб не має доступу до електромереж; 27 % населення має доступ, у містах цей показник дорівнює 55 %, у сільській місцевості — 18 %. Рівень проникнення інтернет-технологій низький. Станом на липень 2015 року в країні налічувалось 61 тис. унікальних інтернет-користувачів (194-те місце у світі), що становило 22,4 % загальної кількості населення країни.

### Наркотики

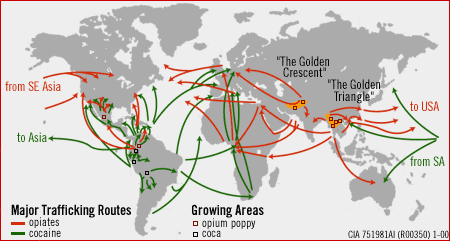
Світові маршрути наркотрафіку

### Трудові ресурси
Загальні трудові ресурси 2007 року становили 115,9 тис. осіб (181-ше місце у світі). Зайнятість економічно активного населення у господарстві країни розподіляється таким чином: аграрне, лісове і рибне господарства — 65 %; промисловість і будівництво — 5 %; сфера послуг — 30 % (станом на 2000 рік). Безробіття 1999 року дорівнювало 1,7 % працездатного населення (9-те місце у світі); серед молоді у віці 15—24 років ця частка становила 10,6 %, серед юнаків — 10,2 %, серед дівчат — 11,2 %

## Кримінал

### Торгівля людьми
Згідно зі щорічною доповіддю про торгівлю людьми (англ. Trafficking in Persons Report) Управління з моніторингу та боротьби з торгівлею людьми Державного департаменту США, уряд Вануату докладає значних зусиль у боротьбі з явищем примусової праці, сексуальної експлуатації, незаконною торгівлею внутрішніми органами, але законодавство відповідає мінімальним вимогам американського закону 2000 року щодо захисту жертв (англ. Trafficking Victims Protection Act’s) не повною мірою, країна перебуває у списку другого рівня.

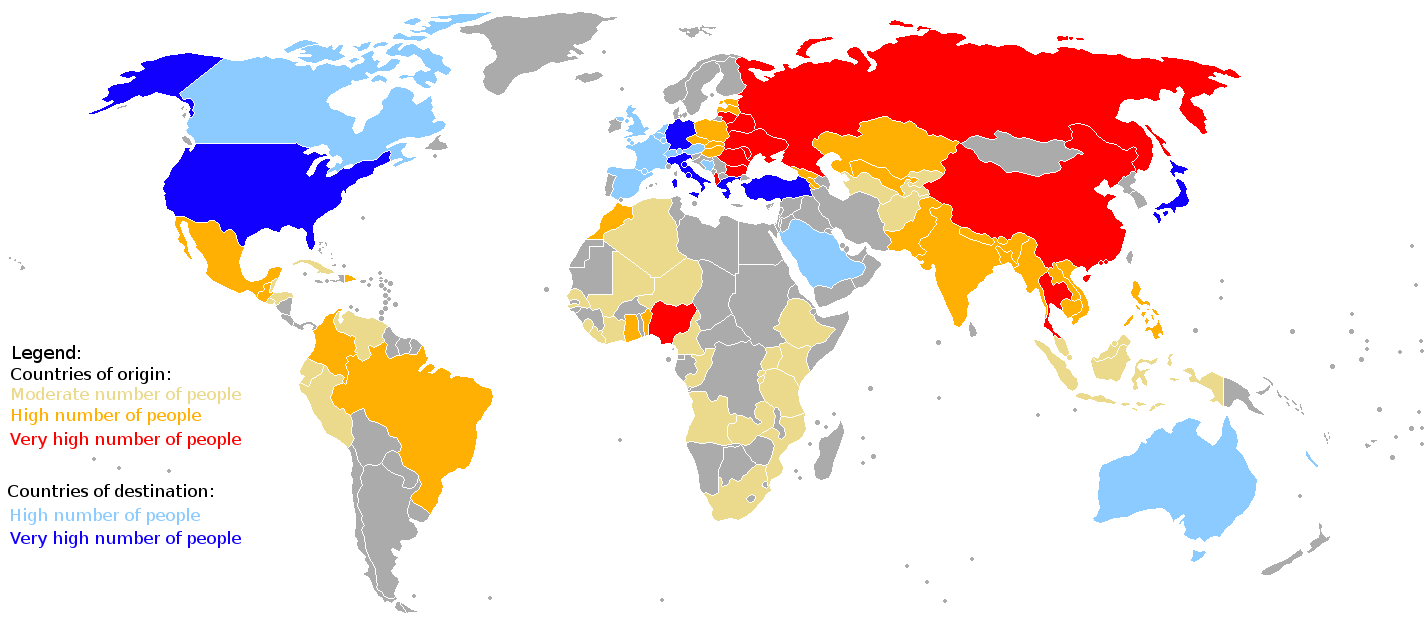
Країни-донори (червоний) і країни-реципієнти кримінальних потоків  (англ.)
Глобальна боротьба з торгівлею людьми (англ.)

## Гендерний стан
Статеве співвідношення (оцінка 2015 року):
- при народженні — 1,05 особи чоловічої статі на 1 особу жіночої;
- у віці до 14 років — 1,04 особи чоловічої статі на 1 особу жіночої;
- у віці 15—24 років — 0,99 особи чоловічої статі на 1 особу жіночої;
- у віці 25—54 років — 0,96 особи чоловічої статі на 1 особу жіночої;
- у віці 55—64 років — 1,02 особи чоловічої статі на 1 особу жіночої;
- у віці за 64 роки — 1,04 особи чоловічої статі на 1 особу жіночої;
- загалом — 1 особи чоловічої статі на 1 особу жіночої[1].

## Демографічні дослідження
Демографічні дослідження у країні ведуться рядом державних і наукових установ:

### Українською
- Атлас. 10—11 клас. Економічна і соціальна географія світу / упорядники :  О. Я. Скуратович, Н. І. Чанцева. — К. : ДНВП «Картографія», 2010. — ISBN 978-966-475-639-3.
- Атлас світу / голов. ред. І. С. Руденко ; зав. ред. В. В. Радченко ; відп. ред. О. В. Вакуленко. — К. : ДНВП «Картографія», 2005. — 336 с. — ISBN 9666315467.
- Безуглий В. В. Економічна і соціальна географія зарубіжних країн : Навчальний посібник. — К. : ВЦ «Академія», 2007. — 704 с. — ISBN 978-966-580-239-6.
- Безуглий В. В., Козинець С. В. Регіональна економічна і соціальна географія світу : Навчальний посібник. — видання 2-ге, доп., перероб. — К. : ВЦ «Академія», 2007. — 688 с. — ISBN 966-580-144-9.
- Головченко В. І., Кравчук О. Країнознавство: Азія, Африка, Латинська Америка, Австралія і Океанія. — К., 2006. — 335 с. — ISBN 966-8939-04-2.
- Гудзеляк І. І. Географія населення: Навчальний посібник / І. Гудзеляк. — Л. : Видавничий центр ЛНУ імені Івана Франка, 2008. — 232 с. — ISBN 978-966-613-599-8.
- Дахно І. І. Країни світу: Енциклопедичний довідник / І. І. Дахно, С. М. Тимофієв. — К. : Мапа, 2011. — 606 с. — (Бібліотека нового українця) — ISBN 978-966-8804-23-6.
- Дахно І. І. Економічна географія зарубіжних країн : навчальний посібник. — К. : Центр учбової літератури, 2014. — 319 с. — ISBN 978-611-01-0682-5.
- Джаман В. О. Регіональні системи розселення: демографічні аспекти. — Чернівці : Рута, 2003. — 392 с. — ISBN 9665685988.
- Дорошенко Л. С. Демографія: Навчальний посібник. — К. : МАУП, 2005. — 112 с. — ISBN 966-608-442-2.
- Дубович І. А. Країнознавчий словник-довідник. — 5-те вид., перероб. і доп. — К. : Знання, 2008. — 839 с. — ISBN 978-966-346-330-8.
- Економічна і соціальна географія країн світу. Навчальний посібник / За ред. Кузика С. П. — Л. : Світ, 2002. — 672 с. — ISBN 966-603-178-7.
- Загальна медична географія світу / В. О. Шевченко [та ін.] — К. : [б.в.], 1998. — 178 с.
- Книш М. М., Мамчур О. І. Регіональна економічна і соціальна географія світу (Латинська Америка та Карибські країни, Африка, Азія, Океанія) : навч. посіб. — Л. : ЛНУ ім. Івана Франка, 2013. — 368 с. — ISBN 978-617-10-0007-0.
- Крисаченко В. С. Динаміка населення: Популяційні, етнічні та глобальні виміри. — К. : Видавництво Національного інституту стратегічних досліджень, 2005. — 368 с. — ISBN 966-554-083-1.
- Любіцева О. О., Мезенцев К. В., Павлов С. В. Географія релігій. — К. : АртЕК, 1999. — 504 с. — ISBN 966-505-006-0.
- Масляк П. О. Країнознавство. — К. : Знання, 2007. — 292 с. — (Вища освіта XXI століття)
- Масляк П. О., Дахно І. І. Економічна і соціальна географія світу / П. О. Масляк, І. І. Дахно ; за ред. П. О. Масляка. — К. : Вежа, 2003. — 280 с. — ISBN 966-7091-53-8.

### Російською
- (рос.) Вануату // Демографический энциклопедический словарь / главн. ред. Валентей Д. И. — М. : Советская энциклопедия, 1985. — 608 с.
- (рос.) Вануату // Страны и народы. Австралия и Океания. Антарктида / Редкол. П. И. Пучков (отв. ред.) и др. — М. : «Мысль». — 301 с. — (Страны и народы) — 180 тис. прим.
- (рос.) Атлас народов мира / Отв. ред. С. И. Брук и В. С. Апенченко. — М. : ГУГК ГГК СССР и Институт этнографии им. Н. Н. Миклухо-Маклая АН СССР, 1964. — 185 с. — 20 тис. прим.
- (рос.) Численность и расселение народов мира. Этнографические очерки / под ред. С. И. Брука. — М. : Издательство АН СССР, 1962. — 487 с.
- (рос.) Лаппо Г. М. География городов: Учебное пособие для географических факультетов вузов. — М. : Туманит, изд. центр ВЛАДОС, 1997. — 476 с. — ISBN 5-691-00047-0.
- (рос.) Ягельский А. География населения. — М. : Прогресс, 1980. — 383 с.